# Homalota humilis
Homalota humilis är en skalbaggsart som beskrevs av Thomas Casey 1911. Homalota humilis ingår i släktet Homalota och familjen kortvingar. Inga underarter finns listade i Catalogue of Life.